# خنده بارون
«خنده بارون» اثری از علیرضا افتخاری است که در سال تابستان ۱۳۸۰ منتشر شده‌است.آهنگساز و تنظیم کننده این آلبوم مهرداد پازوکی است.این اثر از پرفروشترین کارهای علیرضا افتخاری و موسسه فرهنگی هنری آواز بیستون می باشد.

## توضیح
در انتشار اولیه ی این آلبوم ۴ قطعه ساز و آواز کلاسیک با تکنوازی سه تار نعمت الله ستوده در این اثر موجود بود. اما در انتشار های بعدی ، این قطعات آوازی حذف شدند و دو قطعه ساز و آواز یکی با سه تار جلال ذوالفنون و دیگری با نی پاشا هنجی گنجانده شدند. 
در کل بیشتر تصانیف این مجموعه به اصطلاح شاد بود و با رویکردی متفاوت ایجاد شده بود. در تصنیف"بهار زندگی" از تم عربی و ترکی استفاده شده بود و که این جلوه بر خواندن افتخاری هم تاثیر گذاشت و او در خواندن این تصنیف از الحان نزدیک به الحان عربی هم استفاده کرد. تنظیم "مثل کبوتر" و "آشفته کاکل" شبیه موسیقی های کوچه بازاری و بقولی عامیانه بود. "شبی با این دل شیدا" با تنظیم شبیه موسیقی ترکی بود که استفاده ی مشخص از ساز باقلاما بیشتر باعث این شباهت می شد. اما "مثل سحر" و "یه قصه" تصانیفی ایرانی با لحنی عامیانه بود.

## قطعات
| نام ترانه                | ترانه‌سرا    | آهنگ‌ساز       |
| ------------------------ | ----------- | ------------- |
| تصنیف بهار زندگی         | حسین منزوی  | مهرداد پازوکی |
| تصنیف مثل کبوتر          | اکبر آزاد   | مهرداد پازوکی |
| ناله در زنجیر            | بیدل        | مهرداد پازوکی |
| تصنیف شبی با این دل شیدا | مشفق کاشانی | مهرداد پازوکی |
| تصنیف مثل سحر            | اکبر آزاد   | مهرداد پازوکی |
| تصنیف یه قصه             | اکبر آزاد   | مهرداد پازوکی |
| آه بینوا                 | بابا طاهر   | مهرداد پازوکی |
| تصنیف آشفته کاکل         | اکبر آزاد   | مهرداد پازوکی |